# Accidentologie sur le boulevard périphérique de Paris
L'accidentologie sur le boulevard périphérique de Paris recense le nombre annuel de victimes et d'accidents corporels ainsi que la typologie des victimes par catégories d'usagers.

## Victimes
Il a été dénombré 777 accidents corporels en 2010 sur le boulevard périphérique et les échangeurs, contre 821 en 2009 et 801 en 2008, occasionnant 969 victimes (dont respectivement un mort et 80 blessés graves en 2010, 3 morts et 69 blessés graves en 2009 et un mort et 100 blessés graves en 2008). Les usagers de deux-roues motorisés constituaient, en 2010, 58,3 % des victimes alors qu’ils ne représentent que 15 % du trafic. Les années 2008 et 2010 restent les années les plus favorables qu’a connues le boulevard périphérique avec un seul mort, très loin des 14 tués qui avaient été recensés en 2005, année d'implantation des huit radars automatiques.
| Type de victime                         | 2006 | 2007 | 2008 | 2009 | 2010 |
| --------------------------------------- | ---- | ---- | ---- | ---- | ---- |
| Tués                                    | 3    | 2    | 1    | 3    | 1    |
| Blessés hospitalisés plus de 24 heures  | 65   | 66   | 100  | 69   | 80   |
| Blessés hospitalisés moins de 24 heures | 854  | 925  | 882  | 911  | 888  |
| Nombre total de victimes                | 922  | 993  | 983  | 983  | 969  |

## Accidents corporels
| Type d'accident                                            | 2006 | 2007 | 2008 | 2009 | 2010 |
| ---------------------------------------------------------- | ---- | ---- | ---- | ---- | ---- |
| Accidents mortels                                          | 3    | 2    | 1    | 3    | 1    |
| Accidents avec des blessés hospitalisés plus de 24 heures  | 61   | 64   | 99   | 64   | 75   |
| Accidents avec des blessés hospitalisés moins de 24 heures | 760  | 698  | 701  | 754  | 701  |
| Nombre total d’accidents corporels                         | 762  | 826  | 801  | 821  | 777  |

## Victimes par catégories d’usagers
| Type d'usager        | Type de victime                         | 2006 | 2007    | 2008 | 2009   | 2010   |
| -------------------- | --------------------------------------- | ---- | ------- | ---- | ------ | ------ |
| Piétons              | Tués                                    |      | 0       |      | 0      | 0      |
| Piétons              | Blessés hospitalisés plus de 24 heures  |      | 0       |      | 0      | 1      |
| Piétons              | Blessés hospitalisés moins de 24 heures |      | 5       |      | 1      | 0      |
| Piétons              | Nombre total de victimes                |      | 5       |      | 1      | 1      |
| Piétons              | Pourcentage ensemble des victimes       |      | 0,5 %   |      | 0,1 %  | 0,1 %  |
| Deux-roues motorisés | Tués                                    |      | 2       |      | 3      | 1      |
| Deux-roues motorisés | Blessés hospitalisés plus de 24 heures  |      | 53      |      | 55     | 68     |
| Deux-roues motorisés | Blessés hospitalisés moins de 24 heures |      | 523     |      | 533    | 496    |
| Deux-roues motorisés | Nombre total de victimes                |      | 578     |      | 591    | 565    |
| Deux-roues motorisés | Pourcentage ensemble des victimes       |      | 58,21 % |      | 60,1 % | 58,3 % |
| 4 roues              | Tués                                    |      | 0       |      | 0      | 0      |
| 4 roues              | Blessés hospitalisés plus de 24 heures  |      | 13      |      | 14     | 11     |
| 4 roues              | Blessés hospitalisés moins de 24 heures |      | 397     |      | 377    | 392    |
| 4 roues              | Nombre total de victimes                |      | 410     |      | 391    | 403    |
| 4 roues              | Pourcentage ensemble des victimes       |      | 41,29 % |      | 39,8 % | 41,6 % |

### Observatoire de la Préfecture de police de Paris
- Sécurité routière et accidentologie à Paris - Bilan 2007, Préfecture de police de Paris

1. ↑  p. 11
2. ↑  p. 12
3. 1 2  p. 16

- Sécurité routière et accidentologie à Paris - Bilan 2008, Préfecture de police de Paris

1. ↑  p. 9
2. ↑  p. 10
3. ↑  p. 12

- Sécurité routière et accidentologie à Paris - Bilan 2009, Préfecture de police de Paris

1. ↑  p. 13
2. ↑  p. 14
3. ↑  p. 16

- Sécurité routière et accidentologie à Paris - Bilan 2010, Préfecture de police de Paris

1. 1 2  p. 13
2. 1 2  p. 14
3. ↑  p. 16